# Ramos Feirense
Antônio Ramos da Silva, popularmente conhecido como Ramos Feirense nasceu em Feira de Santana, no dia 20 de novembro de 1928, filho de Leôncio Ramos Gomes e Hilda Ramos da Silva, casado com a Senhora Tereza Lourdes de Castro Ramos da Silva, da qual ficou viúvo, com quem teve 3 filhos (Antonio Leilson de Castro Ramos; Anaíres Feirense de Castro Ramos e Francisco Leôncio de Castro Ramos e dois netos. Davi Marcelino e Bianca. 

## Biografia

### Perfil
Ramos Feirense foi um educador, escritor, poeta, historiador, político e fundador, tendo fundando no ano de 1978 a paróquia Nossa Senhora do Perpétuo Socorro e, Santa Rita de Cássia - BA.
Licenciado em Estudos Sociais pela Universidade Estadual de Feira de Santana e professor de História e Educação e Moral e Cívica, aposentando-se no Colégio Polivalente. 
Antes disso exerceu a profissão de professor em Caldas do Cipó. Em Salvador foi Orientador Pedagógico.
Em Candeias foi Coordenador Distrital de Ensino no Secretário de Educação e Cultura e atuou no Jornal A tarde como revisor e titular da coluna Charadismo, no Diário de Notícias, atuando como repórter e revisor, e na Folha do Norte foi titular da coluna O CECREMAM na FN.

### Origem
Nascido no dia 20 de novembro de 1928, na cidade de Feira de Santana, na Bahia.

### Vida pessoal
Filho de Leôncio Ramos Gomes e Hilda Ramos da Silva, casou-se com a Senhora Tereza Lourdes de Castro Ramos da Silva, da qual ficou viúvo. Tiveram 3 filhos: Antonio Leilson de Castro Ramos; Anaíres Feirense de Castro Ramos e Francisco Leôncio de Castro Ramos. Teve também dois netos, sendo eles: Davi, Marcelino e Bianca.

### Morte
Ramos Feirense faleceu na cidade de Feira de Santana, no dia 20 de fevereiro de 2016 aos 87 anos.

## Obras
Hinos de diversas cidades baianas  foram transcritas nas letras do poeta, que fazia questão de exaltar as qualidades artísticas e culturais e religiosas, além da história do lugar. Além disso, ainda é o criador de brasões e bandeiras de algumas dessas cidades e de várias instituições.

### Hinos das cidades
- Amélia Rodrigues
- Araci[9]
- Candeias[10][11]
- Humildes[12]
- Ichu
- Monte Santo
- Nova Itarana[13]
- Nova Redenção
- Nova Soure[14][15]
- São Gonçalo dos Campos
- Ubatã[16]
- Xique-Xique

## Títulos e condecorações
Antônio Ramos foi condecorado com diversos Títulos e honrarias em vários municípios da Bahia. No município de Nova Redenção, foi laureado com o Título de Cidadão de Nova Redenção; em Feira de Santana, recebeu a Comenda Godofredo Filho, reconhecimento feito pela Câmara Municipal de Vereadores, instituição esta também que em 11 de novembro de 2014 recebeu a Comenda Maria Quitéria reconhecimento feito por ter ele organizado o bicentenário de nascimento da heroína. Na Europa, foi certificado com o título de Comendador da Cultura e da Educação em Portugal.